# 完唇裂腹魚
完唇裂腹鱼（学名：Schizothorax integrilabiatus）为輻鰭魚綱鯉形目鲤科的其中一種。被IUCN列為極危保育類動物，分布於亞洲中國西藏自治區，棲息在中底層水域。體長可達36.5公分。